# Sātelmīsh-e Moḩammadābād
Sātelmīsh-e Moḩammadābād (persiska: ساتلمیش محمّدآباد) är en ort i Iran.   Den ligger i provinsen Västazarbaijan, i den nordvästra delen av landet, 500 km väster om huvudstaden Teheran. Sātelmīsh-e Moḩammadābād ligger 1 286 meter över havet och antalet invånare är 268.
Terrängen runt Sātelmīsh-e Moḩammadābād är mycket platt.Runt Sātelmīsh-e Moḩammadābād är det tätbefolkat, med 297 invånare per kvadratkilometer. Närmaste större samhälle är Mīāndoāb, 10,9 km sydost om Sātelmīsh-e Moḩammadābād. Trakten runt Sātelmīsh-e Moḩammadābād består till största delen av jordbruksmark.